# 小池勇助
小池 勇助（こいけ ゆうすけ、1890年（明治23年）7月25日 - 1945年（昭和20年）6月26日）は、日本の陸軍軍人、軍医。最終階級は中佐。

## 来歴・人物
長野県南佐久郡野沢村（現佐久市）に男5人、女1人の兄弟の次男として生まれる。野沢中学を経て、1914年金沢医学専門学校を卒業し、同年11月金沢歩兵第七連隊に入営、その後陸軍軍医学校で眼科を専攻。1925年（大正14年）予備役。帝国大学眼科教室で研究生活の後、千葉県銚子町（現銚子市）石津眼科病院勤務を経て、1928年（昭和3年）佐久鉄道（現JR小海線）中込駅前に小池眼科医院を開業。
1937年(昭和12年）日中戦争に軍医として出征、1941年（昭和16年）から満州、1944年（昭和19年）8月沖縄へ。1945年（昭和20年）3月小池が隊長を務める第二野戦病院に、那覇市にあった積徳高等女学校の生徒25名からなる「ふじ学徒隊」が配属される。6月26日ふじ学徒隊に解散命令を下したのち自決。
最後の訓示で「君たちは非戦闘員だ。死んではならぬ。つらくても生きのび、戦争の悲惨さを後世に伝えるのが君たちのつとめだ」とさとし生徒たちを脱出させた。ふじ学徒隊の戦死者は3名にとどまった。

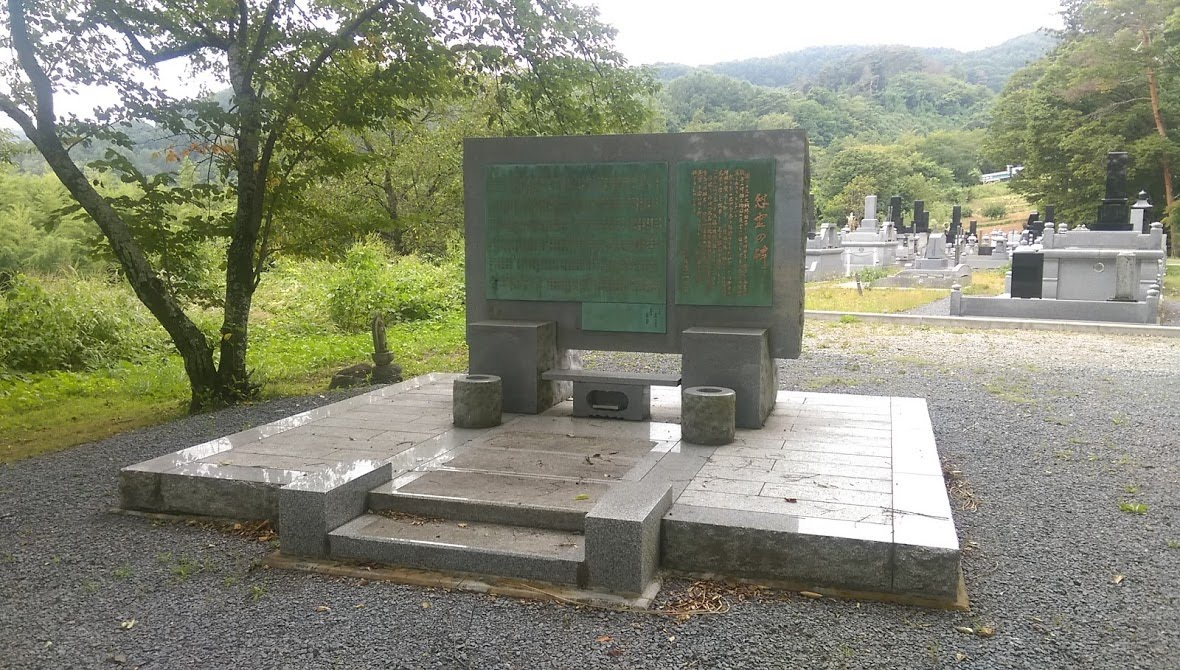
小池の母校旧制野沢中学・野沢北高校同窓会「岳南会」の戦没者慰霊碑が母校を見下ろす、貞祥寺境内にあり、小池の名が刻されている。

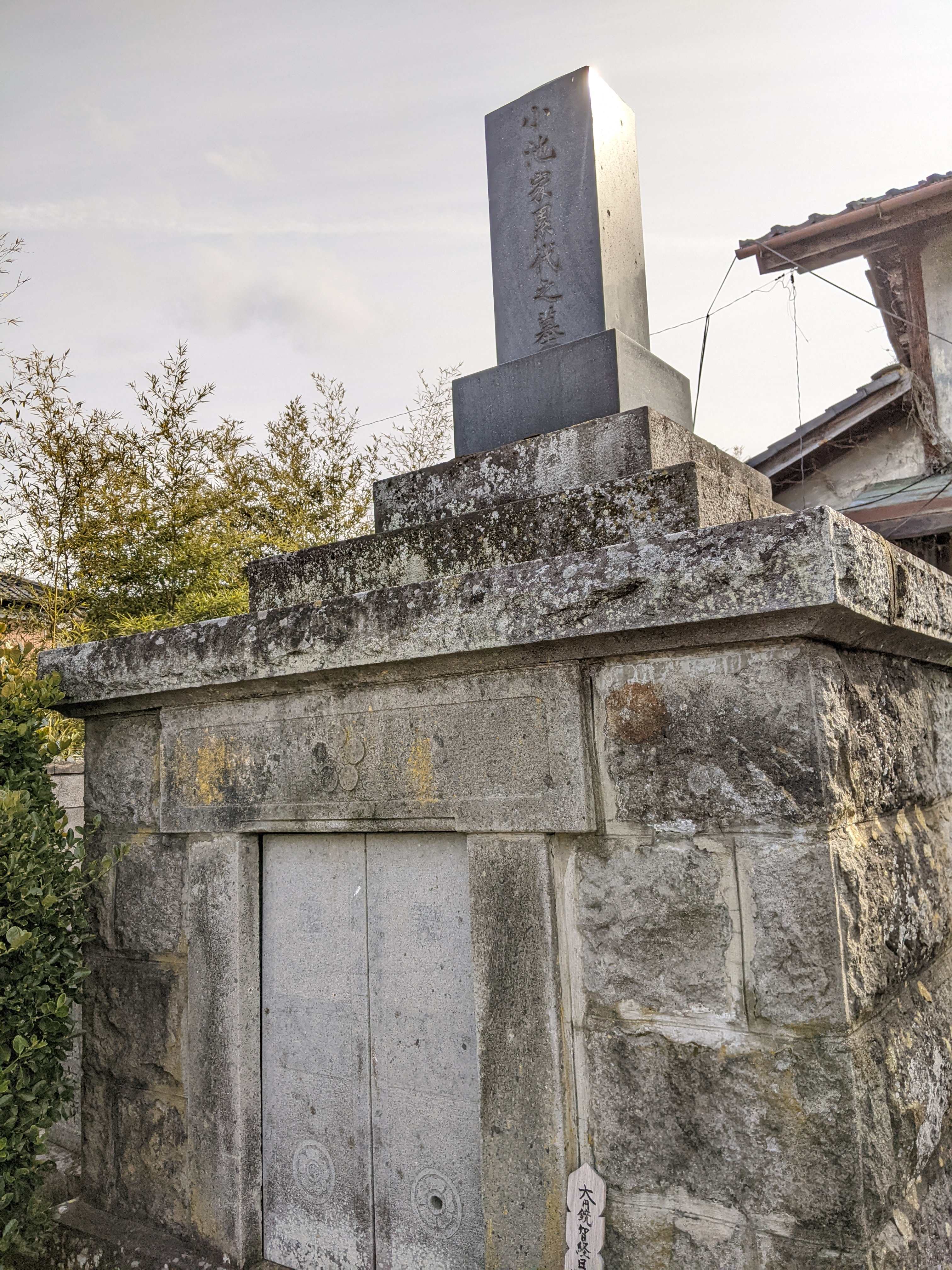
佐久市野沢の本覚寺にある小池の墓所

辞世の詩
南の孤島の果てまで守りきて
御盾となりてゆく吾を
沖のかもめの翼にのせて
黒潮の彼方の吾妹に告げん